# Rakotoa proteus
Rakotoa proteus is een eenoogkreeftjessoort uit de familie van de Anchimolgidae. De wetenschappelijke naam van de soort is voor het eerst geldig gepubliceerd in 1972 door Humes & Stock.